# Bugia

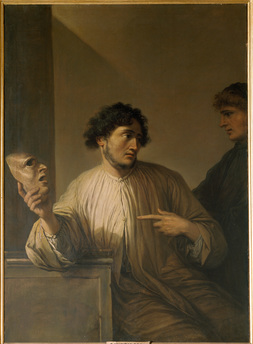
Allegoria della Menzogna (ca. 1650) di Salvator Rosa

Per bugia o menzogna si intende un'affermazione falsa usata in genere per ingannare deliberatamente qualcuno. Sebbene si tenda ad affermare delle falsità per motivi moralmente o eticamente discutibili, quali il trarre terzi in errore, nascondere delle colpe oppure per millanteria, vi sono delle eccezioni. Le bugie sono infatti utilizzate, nel linguaggio, come artificio retorico (ne sono esempi le metafore e le iperboli); a volte, vengono utilizzate per burlarsi di qualcuno.

## Nelle religioni

### Nella Bibbia
Vi sono molti passaggi della Bibbia in cui viene asserito che Dio non può affermare il falso e che dichiarare delle bugie è immorale (ad es. Numeri, 23:19; Abacuc, 2:3; Ebrei, 6:13–18). L'ottavo dei Dieci comandamenti alla base delle religioni ebraica e cristiana recita «Non dire falsa testimonianza».

### Tassonomia di Agostino di Ippona
Agostino d'Ippona scrisse due libri sul tema della menzogna: De Mendacio e Contra Mendacio. L'autore rivide e corresse i due testi nel seguente Retractationes. Stando a quanto riporta nel suo De Mendacio, l'autore ammette l'esistenza di otto tipi di menzogna: religiosa, maligna attiva, maligna passiva, pura, sociale, benevola, necessaria per la vita e necessaria per la purezza. Nonostante ammetta che le bugie presentino dei livelli di gravità diversi, il filosofo afferma che, essendo forme di comunicazione esterna di ciò che uno non si ritiene essere interiormente vero, sono categoricamente peccaminose e quindi eticamente inammissibili.

### Buddismo
Il quarto dei cinque precetti buddisti riporta: «mi impegno ad astenermi dal mentire, dall'offendere, dai pettegolezzi e dalle calunnie». Una violazione del precetto è considerata più grave se la falsità è motivata da secondi fini. Nei testi buddisti, questo precetto è considerato il più importante accanto al primo precetto, perché una persona bugiarda è considerata senza vergogna e quindi capace di compiere molti errori. La menzogna è da evitare non solo perché danneggia gli altri, ma anche perché va contro l'ideale buddista di trovare la verità.